# Rupiah Banda
Rupiah Bwezani Banda (19 tháng 2 năm 1937 - 11 tháng 3 năm 2022) là một chính trị gia người Zambia, ông là tổng thống thứ tư của Zambia từ năm 2008 đến năm 2011, sau khi Levy Mwanawasa qua đời với tư cách là tổng thống đương nhiệm. Banda là một thành viên tích cực trong lĩnh vực chính trị kể từ thời Tổng thống Kenneth Kaunda, nơi ông giữ nhiều chức vụ ngoại giao.
Vào tháng 10 năm 2006, ông được Mwanawasa bổ nhiệm làm phó chủ tịch. Sau khi Mwanawasa bị đột quỵ vào tháng 6 năm 2008, và sau cái chết của Mwanawasa vào tháng 8 năm 2008, ông trở thành quyền tổng thống. Trong cuộc bầu cử tháng 10 năm 2008, ông đã suýt thắng thủ lĩnh đối lập Michael Sata của Mặt trận Yêu nước và cuối cùng ông bị đánh bại trong cuộc bầu cử tổng thống tháng 9 năm 2011, và Sata theo đó kế nhiệm Banda làm tổng thống vào ngày 23 tháng 9 năm 2011.

## Đầu đời
Banda sinh ra ở thị trấn Miko, Gwanda, Nam Rhodesia (nay là Zimbabwe); cha mẹ ông đến từ Bắc Rhodesia để tìm việc làm trước khi ông ra đời, và được một nhà truyền giáo của Giáo hội Cải cách Hà Lan tại địa phương (và sau đó là gia đình BR Naik, một gia đình gốc Ấn Độ) bảo trợ để ông tiếp tục đi học khi trưởng thành. Ông tham gia vào chính trị khi tham gia nhóm thanh niên của UNIP vào năm 1960. Banda là một trong những cựu sinh viên đáng chú ý của Đại học Rusangu, Zambia.

## Sự nghiệp
Rupiah Banda là đại diện của UNIP tại Bắc Âu vào đầu những năm 1960, vào năm 1965, ông được bổ nhiệm làm Đại sứ của Zambia tại Ai Cập (Cộng hòa Ả Rập Thống nhất). Trong thời gian đó, ông kết thân với lãnh đạo UNITA Jonas Savimbi, và quyết định cho phép UNITA mở văn phòng tại Lusaka vào thời điểm đó được cho là do ảnh hưởng của Banda. Banda trở thành Đại sứ tại Hoa Kỳ vào ngày 7 tháng 4 năm 1967. Ông từng là Đại sứ tại Hoa Kỳ trong khoảng hai năm, sau đó trở lại Zambia để giữ chức vụ Giám đốc điều hành của Công ty Phát triển Nông thôn trong khoảng hai năm và sau đó là Tổng Giám đốc của Ban Tiếp thị Nông nghiệp Quốc gia trong một khoảng thời gian tương tự. Sau đó, ông được bổ nhiệm làm Đại diện Thường trực tại Liên Hợp quốc, trong thời gian ở vị trí này, ông cũng đứng đầu Hội đồng Liên hợp quốc về Namibia. Sau khoảng một năm làm việc tại Liên Hợp Quốc, ông được bổ nhiệm vào Nội các Zambia với tư cách là Bộ trưởng Bộ Ngoại giao. Trong thời gian ngắn giữ chức Bộ trưởng Ngoại giao (1975–1976), Banda bị chiếm đóng bởi nhiệm vụ cố gắng môi giới một lệnh ngừng bắn ở Angola.

## Gia đình
Rupiah Banda kết hôn với người vợ đầu tiên, Hope Mwansa Makulu, vào năm 1966 và họ có với nhau 3 người con trai. Hope Mwansa Banda (sinh ngày 29 tháng 8 năm 1941), qua đời tại Nam Phi vào ngày 11 tháng 10 năm 2000. Bà được chôn cất tại Nghĩa trang Đồi Leopards. Người vợ thứ hai của ông, Thandiwe Banda, một giáo viên khoa học chính trị, kém ông hơn 30 tuổi. Thandiwe Banda từng là Đệ nhất phu nhân Zambia trong nhiệm kỳ tổng thống của ông từ năm 2008 đến năm 2011. Ngoài các con trai với người vợ đầu tiên, Hope Mwansa Banda, Banda còn có hai con trai từ các mối quan hệ trước đó và một cặp sinh đôi từ cuộc hôn nhân với Thandiwe Banda.

## Chính trị
Banda được bầu làm Nghị sĩ Quốc hội theo hiến pháp Munali năm 1978 và mất ghế vào tay ông Simeon Kampata năm 1983. Mặc dù bị đánh bại trong cuộc bầu cử năm 1988, ông đã đưa vấn đề ra tòa. Ông cũng có thời gian giữ chức Bộ trưởng Bộ Ngoại giao về Mỏ.
Năm 1991, ông bị ứng cử viên Ronald Penza của Phong trào Dân chủ Đa đảng (MMD) đánh bại tại Hiến pháp Munali. Mặc dù ban đầu ông có ý định tái tranh cử trong cuộc bầu cử năm 1996, ông đã ủng hộ việc tẩy chay cuộc bầu cử của UNIP.
Sau khi Tổng thống Mwanawasa được bầu lại vào tháng 9 năm 2006, đã bổ nhiệm Banda làm phó tổng thống vào ngày 9 tháng 10 năm 2006, cùng với một nội các mới. Sau đó ông gia nhập MMD sau khi được bổ nhiệm. Việc bổ nhiệm Banda được nhiều người coi là một biện pháp khen thưởng cho những người dân miền đông Zambia vì đã ủng hộ MMD trong cuộc bầu cử, vì đây là lần đầu tiên những người theo chủ nghĩa Phục sinh làm như vậy.
Trước hội nghị thượng đỉnh dự kiến của Cộng đồng Phát triển Nam Phi (SADC) vào tháng 8 năm 2007, Banda đã được Mwanawasa cử đi để cải thiện quan hệ với nước láng giềng Zimbabwe sau lời chỉ trích của Mwanawasa đối với Tổng thống Zimbabwe Robert Mugabe.

## Tổng thống

### Năng lực

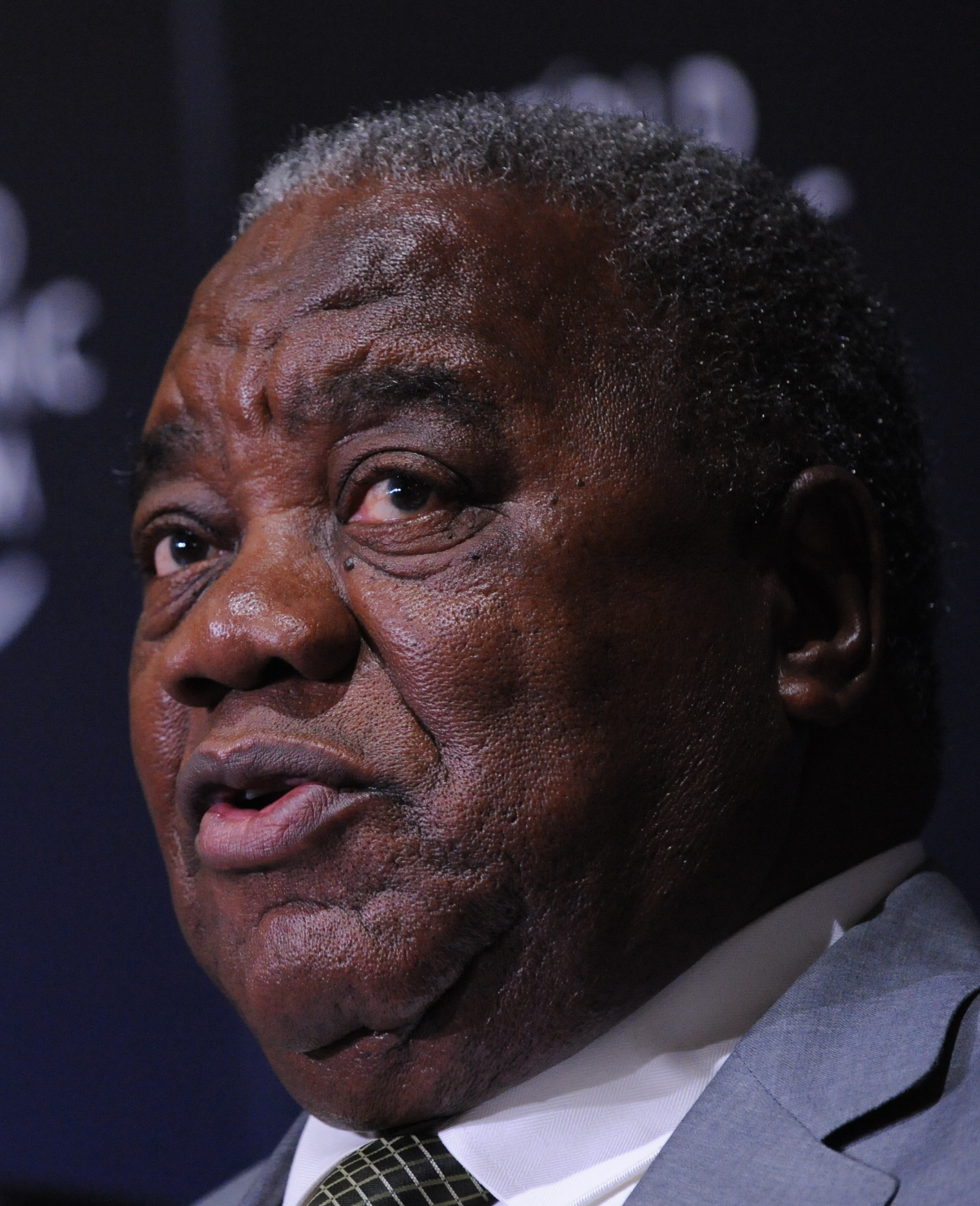
Banda tại Diễn đàn Kinh tế Thế giới năm 2010

Sau khi Mwanawasa bị đột quỵ trong khi tham dự hội nghị thượng đỉnh của Liên minh châu Phi tại Ai Cập vào ngày 29 tháng 6 năm 2008, Banda trở thành quyền tổng thống. Sau đó, ông đã cung cấp một loạt các cập nhật liên quan đến sức khỏe của Mwanawasa. Những cập nhật này đã được chào đón với sự hoài nghi, nhưng Banda khẳng định rằng ông "không có lý do gì để nói dối".
Với tư cách là Phó Tổng thống, Banda đóng vai trò là người đứng đầu khối kinh doanh chính phủ tại Quốc hội; tuy nhiên, khi Quốc hội họp vào ngày 5 tháng 8 năm 2008, sau khi Mwanawasa đột quỵ, Banda đã bổ nhiệm Bộ trưởng Quốc phòng, George Mpombo, lãnh đạo công việc kinh doanh của chính phủ.
Mwanawasa không bao giờ hồi phục sau cơn đột quỵ và qua đời khi đang nằm viện ở Paris vào ngày 19 tháng 8 năm 2008. Bày tỏ "vô cùng đau buồn và sâu sắc", Banda thông báo cái chết với quốc dân và tuyên bố quốc tang kéo dài 7 ngày, kêu gọi những người Zambia "hãy ở lại bình tĩnh và thương tiếc Chủ tịch của chúng ta một cách trang nghiêm ". Banda chính thức nhậm chức tổng thống trước khi diễn ra cuộc bầu cử tổng thống mới, cuộc bầu cử tổng thống theo hiến pháp trong vòng 90 ngày kể từ ngày Mwanawasa qua đời.
Banda đã nộp đơn đăng ký ứng cử của MMD vào ngày 26 tháng 8 năm 2008. Cùng ngày, MMD ở tỉnh Miền Đông đã đưa ra một tuyên bố ủng hộ việc ứng cử của Banda. Ông đã được nhiều người dự đoán sẽ giành chiến thắng, ông đã nhận được 47 phiếu chống 11 cho Bộ trưởng Bộ Tài chính Ngandu Magande. Nhân dịp này, Banda hứa sẽ "đoàn kết đảng và toàn thể quốc gia" và "tiếp tục thực hiện các chương trình của [Mwanawasa]".
Kết quả ban đầu cho thấy người thách thức chính của Banda, Michael Sata của Mặt trận Yêu nước (PF), dẫn đầu, nhưng khi các phiếu bầu từ các vùng nông thôn được kiểm, Banda dần dần thu hẹp khoảng cách và cuối cùng đã vượt qua Sata. Kết quả cuối cùng vào ngày 2 tháng 11 cho thấy Banda với 40% phiếu bầu so với 38% cho Sata. Banda tuyên thệ nhậm chức tại Nhà nước cùng ngày, sử dụng bài phát biểu của mình nhân dịp kêu gọi đoàn kết. PF cáo buộc gian lận và từ chối công nhận chiến thắng của Banda, trong khi những người ủng hộ Sata bạo loạn ở Lusaka và Kitwe.

### Bầu cử và thất bại

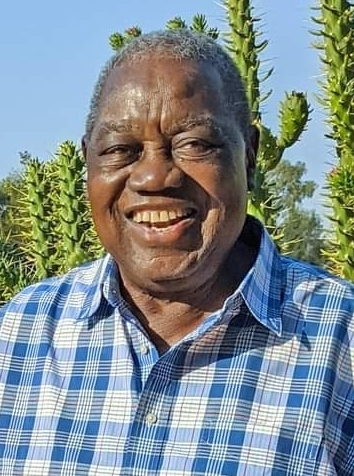
Banda năm 2021

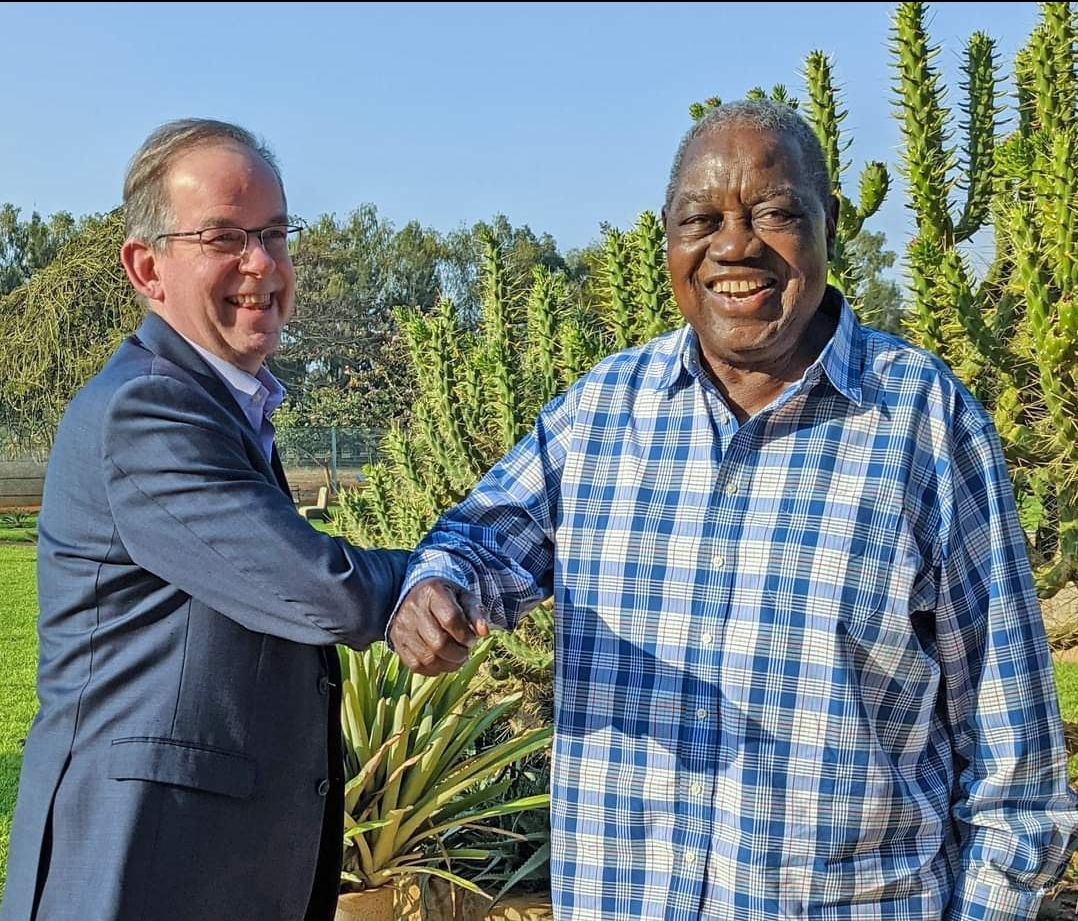
Banda vào năm 2021 với đại sứ Hoa Kỳ David Young.

Trên cương vị Tổng thống, Rupiah Banda tập trung vào phát triển kinh tế, đi công tác nước ngoài để thúc đẩy thương mại của Zambia với các nhà lãnh đạo trên thế giới. Vào tháng 12 năm 2010, ông đã đến Ai Cập để gặp Tổng thống Hosni Mubarak.
Vào giữa năm 2009, có thông báo rằng Ủy ban Điều hành Quốc gia MMD đã chọn Banda làm ứng cử viên của đảng cho cuộc bầu cử tổng thống năm 2011. Một số chỉ trích điều này, cho rằng quy trình đề cử nên được mở cho các ứng cử viên khác; Mpombo, Bộ trưởng Quốc phòng, từ chức vào tháng 7 năm 2009 trong khi chỉ trích quá trình này là phi dân chủ. Tổng thống Banda sau đó hoan nghênh những người khác thách thức ông để được đề cử tại Hội nghị MMD diễn ra trên toàn quốc.
Sau khi nhậm chức, Banda đã phá bỏ phần lớn nỗ lực chống tham nhũng mà người tiền nhiệm, Mwanawasa, đưa ra.
Michael Sata, lãnh đạo của Mặt trận Yêu nước đối lập, đã đánh bại Banda trong cuộc bầu cử tổng thống tháng 9 năm 2011, kết thúc nhiệm kỳ tổng thống ba năm của ông.

## Qua đời
Vào ngày 15 tháng 3 năm 2013, Banda trở thành nguyên thủ quốc gia thứ hai trong lịch sử Zambia được bãi bỏ quyền miễn trừ tổng thống. Điều này là do các cáo buộc lạm dụng chức quyền, tham nhũng và biển thủ doanh thu từ dầu của Sata.
Banda qua đời tại nhà ở Lusaka vào ngày 11 tháng 3 năm 2022, do căn bệnh ung thư ruột kết.